# Народна песен
Народната песен е народна лирическа, епическа или лироепическа творба в стихотворна форма.
Възниква от старинното синкретично народно творчество, което е свързвало поезия, музика и танц, които след това се развиват в отделни изкуства. Народната песен запазва от него способността да се пее, а понякога и танца – такива са например българските хороводни и др. песни, запазили остатъци от синкретизма.
Всяка народна песен се създава от народен певец, който се придържа към традициите в тематиката, композицията, художествените средства, стихосложението и т.н., но влага и нещо своеобразно. След това тя се разпространява и може да се преработи от много певци. Така се получават варианти на една и съща народна песен.

## Български народни песни
Българските народни песни са най-значителният, разнообразен, художествен дял в българското народно творчество. Записването и публикуването им започва късно, към началото на XIX век.
Отразяват различни аспекти от живота на народа, мислите, чувствата и идеалите му. Много от тях са елегични, защото са израз на неволята по време на турското иго и социалното потисничество, но същевременно показват жизнеспособността и бодростта на народа. Биват обредни (сватбени, календарни и т.н.), митически, юнашки, исторически, хайдушки и т.н. Пеенето на някои песни се съпровожда със свирене на народни инструменти: гусла, тамбура, гайда, кавал и др. Стихосложението им е народно-силабическо. Стиховете не се групират в строфи, в тях рядко има рими.